# Житолуп
Житолуп (на македонска литературна норма: Житолуп) е бивше село в Република Северна Македония, разположено на територията на община Кавадарци.

## География
Житолуп е било разположено на няколко километра западно от Фариш.

## История
В XIX век Житолуп е чисто български чифлик. В статистиката на Васил Кънчов („Македония. Етнография и статистика“) от 1900 година селото е записано като Житолуп, част от Велешка каза, с 20 жители, всички българи християни.
След Междусъюзническата война в 1913 година селото попада в Сърбия.